# EuroCoupe de basket-ball 2020-2021
Navigation
2019-2020 2021-2022
L’EuroCoupe de basket-ball 2020-2021, aussi appelée 7DAYS EuroCup, est la 19e édition de l'Eurocoupe.

## Format de la compétition
En avril 2016, l'Euroleague Basketball met en place un nouveau format de compétition avec 24 équipes réparties en quatre groupes de six équipes.
Les quatre premières équipes de chaque groupe de la phase régulière sont réparties dans quatre groupes de quatre équipes. Les deux premières équipes de chaque groupe sont qualifiées pour les phases finales (quarts de finale, demi-finales et la finale au meilleur des trois matches).
Le vainqueur de cette compétition est automatiquement qualifié pour la saison 2021-2022 de l'Euroligue.

## Les équipes participantes
Les équipes qualifiées pour les quarts-de-finale de la saison précédente, annulée en raison de la pandémie de Covid-19, sont automatiquement intégrées à la saison 2020-2021.
| - AS Monaco - Boulogne-Levallois Metro. 92 - JL Bourg-en-Bresse - Nanterre 92 - Virtus Segafredo Bologna - Umana Reyer Venezia | - Germani Brescia Leonessa - Dolomiti Energia Trento - Unicaja Málaga - BC MoraBanc Andorra - CB Herbalife Gran Canaria - Joventut Badalona | - Partizan NIS Belgrade - Budućnost VOLI Podgorica - KK Cedevita Olimpija Ljubljana - KK Mornar Bar - UNICS Kazan - Lokomotiv Kouban-Krasnodar | - Frutti Extra Bursaspor - Bahçeşehir Koleji Istanbul - Telenet Giants Antwerp - Ratiopharm Ulm - Promithéas Patras - Panevėžio Lietkabelis |

## Calendrier
| Nom                                                                              | Date aller                                              | Date retour                                               | Date décisif | Équipes participantes |
| -------------------------------------------------------------------------------- | ------------------------------------------------------- | --------------------------------------------------------- | ------------ | --------------------- |
| Phase régulière                                                                  |                                                         |                                                           |              |                       |
| Journées 1 et 6 Journées 2 et 7 Journées 3 et 8 Journées 4 et 9 Journées 5 et 10 | 30 septembre 7 octobre 14 octobre 21 octobre 28 octobre | 4 novembre 11 novembre 18 novembre 9 décembre 16 décembre | NC           | 24                    |
| Top 16                                                                           |                                                         |                                                           |              |                       |
| Journées 1 et 4 Journées 2 et 5 Journées 3 et 6                                  | 13 janvier 20 janvier 27 janvier                        | 3 février 3 mars 10 mars                                  | NC           | 16                    |
| Phase finale                                                                     |                                                         |                                                           |              |                       |
| Quarts de finale                                                                 | 23 mars                                                 | 26 mars                                                   | 31 mars      | 8                     |
| Demi-finales                                                                     | 6 avril                                                 | 9 avril                                                   | 14 avril     | 4                     |
| Finale                                                                           | 27 avril                                                | 30 avril                                                  | 5 mai        | 2                     |

## Compétition

### Phase régulière
Les vingt-quatre équipes participantes sont réparties en quatre groupes de six. Chaque club rencontre les cinq autres de sa poule deux fois, à domicile et à l'extérieur. Au terme de la phase régulière, les quatre premiers de chaque poule sont qualifiés pour le Top 16.
Légende :

Avant la fin du tour :
- en gras : Mathématiquement qualifié
- en italique : Mathématiquement éliminé

#### Groupe A
| Rang | Équipe                     | %  | J  | G | P | Pp  | Pc  | Diff |  | Résultats (dom.\ext.)      |       |       |       |       |       |        |
| ---- | -------------------------- | -- | -- | - | - | --- | --- | ---- |  | -------------------------- | ----- | ----- | ----- | ----- | ----- | ------ |
| 1    | Joventut Badalona          | 80 | 10 | 8 | 2 | 849 | 783 | 66   |  | Joventut Badalona          |       | 84-77 | 90-75 | 85-82 | 77-88 | 92-78  |
| 2    | UNICS Kazan                | 60 | 10 | 6 | 4 | 827 | 797 | 30   |  | UNICS Kazan                | 91-93 |       | 76-71 | 93-70 | 89-88 | 90-87  |
| 3    | JL Bourg-en-Bresse         | 60 | 10 | 6 | 4 | 810 | 777 | 33   |  | JL Bourg-en-Bresse         | 77-84 | 74-86 |       | 73-71 | 79-77 | 87-59  |
| 4    | Partizan NIS Belgrade      | 60 | 10 | 6 | 4 | 810 | 784 | 26   |  | Partizan NIS Belgrade      | 78-75 | 89-86 | 76-89 |       | 88-75 | 95-73  |
| 5    | Bahçeşehir Koleji Istanbul | 20 | 10 | 2 | 8 | 810 | 827 | -17  |  | Bahçeşehir Koleji Istanbul | 72-91 | 67-70 | 82-99 | 76-82 |       | 108-74 |
| 6    | Umana Reyer Venezia        | 20 | 10 | 2 | 8 | 744 | 882 | -138 |  | Umana Reyer Venezia        | 75-89 | 85-78 | 76-86 | 59-79 | 88-82 |        |

#### Groupe B
| Rang | Équipe                              | %  | J  | G | P | Pp  | Pc  | Diff |  | Résultats (dom.\ext.)               |       |       | MOR   | POD   |       |       |
| ---- | ----------------------------------- | -- | -- | - | - | --- | --- | ---- |  | ----------------------------------- | ----- | ----- | ----- | ----- | ----- | ----- |
| 1    | Boulogne-Levallois Metropolitans 92 | 70 | 10 | 7 | 3 | 809 | 786 | 23   |  | Boulogne-Levallois Metropolitans 92 |       | 90-80 | 78-65 | 83-89 | 72-65 | 86-81 |
| 2    | Unicaja Málaga                      | 70 | 10 | 7 | 3 | 875 | 811 | 64   |  | Unicaja Málaga                      | 96-88 |       | 98-72 | 91-87 | 90-94 | 86-69 |
| 3    | KK Mornar Bar                       | 50 | 10 | 5 | 5 | 788 | 807 | -19  |  | KK Mornar Bar                       | 89-78 | 90-80 |       | 85-82 | 66-82 | 95-76 |
| 4    | Budućnost VOLI Podgorica            | 50 | 10 | 5 | 5 | 785 | 785 | 0    |  | Budućnost VOLI Podgorica            | 71-73 | 66-90 | 78-84 |       | 73-68 | 93-81 |
| 5    | Ratiopharm Ulm                      | 40 | 10 | 4 | 6 | 786 | 773 | 13   |  | Ratiopharm Ulm                      | 80-86 | 76-81 | 84-76 | 73-77 |       | 88-76 |
| 6    | Germani Brescia Leonessa            | 20 | 10 | 2 | 8 | 751 | 832 | -81  |  | Germani Brescia Leonessa            | 70-75 | 79-83 | 77-75 | 66-75 | 87-84 |       |

#### Groupe C
| Rang | Équipe                     | %   | J  | G  | P | Pp  | Pc  | Diff |  | Résultats (dom.\ext.)      |       |         |       |       |       |       |
| ---- | -------------------------- | --- | -- | -- | - | --- | --- | ---- |  | -------------------------- | ----- | ------- | ----- | ----- | ----- | ----- |
| 1    | Virtus Segafredo Bologna   | 100 | 10 | 10 | 0 | 861 | 745 | 116  |  | Virtus Segafredo Bologna   |       | 85-79   | 94-85 | 92-81 | 82-73 | 92-73 |
| 2    | Lokomotiv Kouban-Krasnodar | 80  | 10 | 8  | 2 | 910 | 811 | 99   |  | Lokomotiv Kouban-Krasnodar | 83-89 |         | 76-72 | 76-61 | 94-90 | 89-72 |
| 3    | AS Monaco                  | 60  | 10 | 6  | 4 | 786 | 724 | 62   |  | AS Monaco                  | 68-74 | 72-88   |       | 66-64 | 82-57 | 96-64 |
| 4    | BC MoraBanc Andorra        | 30  | 10 | 3  | 7 | 746 | 776 | -30  |  | BC MoraBanc Andorra        | 66-82 | 100-106 | 76-82 |       | 76-66 | 82-69 |
| 5    | Panevėžio Lietkabelis      | 20  | 10 | 2  | 8 | 721 | 831 | -110 |  | Panevėžio Lietkabelis      | 61-76 | 76-105  | 64-88 | 77-69 |       | 80-73 |
| 6    | Telenet Giants Antwerp     | 10  | 10 | 1  | 9 | 734 | 871 | -137 |  | Telenet Giants Antwerp     | 76-95 | 94-114  | 67-75 | 60-71 | 86-77 |       |

#### Groupe D
| Rang | Équipe                         | %  | J  | G | P | Pp  | Pc  | Diff |  | Résultats (dom.\ext.)          |       |        |       |         |        |       |
| ---- | ------------------------------ | -- | -- | - | - | --- | --- | ---- |  | ------------------------------ | ----- | ------ | ----- | ------- | ------ | ----- |
| 1    | CB Herbalife Gran Canaria      | 80 | 10 | 8 | 2 | 831 | 765 | 66   |  | CB Herbalife Gran Canaria      |       | 90-82  | 71-61 | 94-82   | 89-76  | 98-83 |
| 2    | KK Cedevita Olimpija Ljubljana | 70 | 10 | 7 | 3 | 838 | 737 | 101  |  | KK Cedevita Olimpija Ljubljana | 84-68 |        | 87-65 | 75-63   | 104-88 | 77-73 |
| 3    | Dolomiti Energia Trento        | 60 | 10 | 6 | 4 | 738 | 713 | 25   |  | Dolomiti Energia Trento        | 56-67 | 61-51  |       | 102-104 | 89-80  | 78-51 |
| 4    | Nanterre 92                    | 40 | 10 | 4 | 6 | 791 | 806 | -15  |  | Nanterre 92                    | 90-74 | 80-76  | 65-71 |         | 90-91  | 91-70 |
| 5    | Frutti Extra Bursaspor         | 30 | 10 | 3 | 7 | 853 | 907 | -54  |  | Frutti Extra Bursaspor         | 76-94 | 80-97  | 86-93 | 102-92  |        | 84-93 |
| 6    | Promithéas Patras              | 20 | 10 | 2 | 8 | 757 | 880 | -123 |  | Promithéas Patras              | 75-86 | 69-105 | 80-89 | 88-72   | 75-100 |       |

### Top 16
Les seize équipes encore en lice sont réparties en quatre groupes de quatre. Chaque club rencontre les trois autres de sa poule deux fois, à domicile et à l'extérieur. Au terme de ce tour, les deux premiers de chaque poule sont qualifiés pour les quarts de finale.
Légende :

Avant la fin du tour :
- en gras : Mathématiquement qualifié
- en italique : Mathématiquement éliminé

#### Groupe E
| Rang | Équipe            | %  | J | G | P | Pp  | Pc  | Diff |  | Résultats (dom.\ext.) | MON   | BAD   | NAN   | MÁL   |
| ---- | ----------------- | -- | - | - | - | --- | --- | ---- |  | --------------------- | ----- | ----- | ----- | ----- |
| 1    | AS Monaco         | 83 | 6 | 5 | 1 | 548 | 480 | 68   |  | AS Monaco             |       | 97-82 | 98-94 | 90-71 |
| 2    | Joventut Badalona | 67 | 6 | 4 | 2 | 523 | 523 | 0    |  | Joventut Badalona     | 79-72 |       | 95-90 | 77-90 |
| 3    | Nanterre 92       | 33 | 6 | 2 | 4 | 509 | 538 | -29  |  | Nanterre 92           | 65-93 | 88-95 |       | 80-74 |
| 4    | Unicaja Málaga    | 17 | 6 | 1 | 5 | 493 | 532 | -39  |  | Unicaja Málaga        | 89-98 | 86-95 | 83-92 |       |

#### Groupe F
| Rang | Équipe                              | %  | J | G | P | Pp  | Pc  | Diff |  | Résultats (dom.\ext.)               |       |       |        |       |
| ---- | ----------------------------------- | -- | - | - | - | --- | --- | ---- |  | ----------------------------------- | ----- | ----- | ------ | ----- |
| 1    | Boulogne-Levallois Metropolitans 92 | 67 | 6 | 4 | 2 | 435 | 441 | -6   |  | Boulogne-Levallois Metropolitans 92 |       | 61-83 | 92-86  | 79-62 |
| 2    | Lokomotiv Kouban-Krasnodar          | 50 | 6 | 3 | 3 | 489 | 464 | 25   |  | Lokomotiv Kouban-Krasnodar          | 79-83 |       | 100-86 | 74-67 |
| 3    | Dolomiti Energia Trento             | 50 | 6 | 3 | 3 | 441 | 446 | -5   |  | Dolomiti Energia Trento             | 67-57 | 96-84 |        | 69-54 |
| 4    | Partizan NIS Belgrade               | 33 | 6 | 2 | 4 | 395 | 409 | -14  |  | Partizan NIS Belgrade               | 70-75 | 71-69 | 71-43  |       |

#### Groupe G
| Rang | Équipe                         | %   | J | G | P | Pp  | Pc  | Diff |  | Résultats (dom.\ext.)          |        |       |       |        |
| ---- | ------------------------------ | --- | - | - | - | --- | --- | ---- |  | ------------------------------ | ------ | ----- | ----- | ------ |
| 1    | Virtus Segafredo Bologna       | 100 | 6 | 6 | 0 | 549 | 470 | 79   |  | Virtus Segafredo Bologna       |        | 87-65 | 90-76 | 83-62  |
| 2    | Budućnost VOLI Podgorica       | 50  | 6 | 3 | 3 | 504 | 495 | 9    |  | Budućnost VOLI Podgorica       | 89-99  |       | 79-66 | 108-80 |
| 3    | KK Cedevita Olimpija Ljubljana | 50  | 6 | 3 | 3 | 478 | 486 | -8   |  | KK Cedevita Olimpija Ljubljana | 98-108 | 74-71 |       | 94-91  |
| 4    | JL Bourg-en-Bresse             | 0   | 6 | 0 | 6 | 473 | 553 | -80  |  | JL Bourg-en-Bresse             | 87-99  | 89-92 | 64-77 |        |

#### Groupe H
| Rang | Équipe                    | %  | J | G | P | Pp  | Pc  | Diff |  | Résultats (dom.\ext.)     |       | HGC   | MBA   |         |
| ---- | ------------------------- | -- | - | - | - | --- | --- | ---- |  | ------------------------- | ----- | ----- | ----- | ------- |
| 1    | UNICS Kazan               | 83 | 6 | 5 | 1 | 494 | 418 | 76   |  | UNICS Kazan               |       | 73-62 | 85-63 | 86-61   |
| 2    | CB Herbalife Gran Canaria | 50 | 6 | 3 | 3 | 485 | 486 | -1   |  | CB Herbalife Gran Canaria | 96-90 |       | 63-66 | 100-102 |
| 3    | BC MoraBanc Andorra       | 50 | 6 | 3 | 3 | 432 | 432 | 0    |  | BC MoraBanc Andorra       | 66-73 | 74-79 |       | 89-61   |
| 4    | KK Mornar Bar             | 17 | 6 | 1 | 5 | 446 | 521 | -75  |  | KK Mornar Bar             | 70-87 | 81-85 | 71-74 |         |

## Phase finale

### Tableau
L'équipe qui reçoit est indiquée par le symbole * devant son score.
|  | Quarts de finale | Quarts de finale           | Quarts de finale           | Quarts de finale | Quarts de finale |     |                                      | Demi-finales             | Demi-finales | Demi-finales | Demi-finales | Demi-finales |  |  | Finale | Finale    | Finale | Finale | Finale |
|  |                  |                            |                            |                  |                  |     |                                      |                          |              |              |              |              |  |  |        |           |        |        |        |
|  | E1               | AS Monaco                  | *76                        | 74               | *90              |     |                                      |                          |              |              |              |              |  |  |        |           |        |        |        |
|  | G2               | Budućnost VOLI Podgorica   | 77                         | *64              | 87               |     |                                      |                          |              |              |              |              |  |  |        |           |        |        |        |
|  | G2               | Budućnost VOLI Podgorica   | 77                         | *64              | 87               |     | E1                                   | AS Monaco                | *82          | 76           | -            |              |  |  |        |           |        |        |        |
|  |                  |                            |                            |                  |                  |     | E1                                   | AS Monaco                | *82          | 76           | -            |              |  |  |        |           |        |        |        |
|  |                  | H2                         | CB Herbalife Gran Canaria0 | 77               | *74              | -   |                                      |                          |              |              |              |              |  |  |        |           |        |        |        |
|  | F1               | H2                         | CB Herbalife Gran Canaria0 | 77               | *74              | -   | Boulogne-Levallois Metropolitans 920 | *74                      | 64           | -            |              |              |  |  |        |           |        |        |        |
|  | F1               |                            |                            |                  |                  |     | Boulogne-Levallois Metropolitans 920 | *74                      | 64           | -            |              |              |  |  |        |           |        |        |        |
|  | H2               | CB Herbalife Gran Canaria  | 84                         | *66              | -                |     |                                      |                          |              |              |              |              |  |  |        |           |        |        |        |
|  |                  |                            |                            |                  |                  |     |                                      |                          |              |              |              |              |  |  | E1     | AS Monaco | *89    | 86     | -      |
|  |                  | H1                         | UNICS Kazan                | 87               | *83              | -   |                                      |                          |              |              |              |              |  |  |        |           |        |        |        |
|  | G1               | Virtus Segafredo Bologna   | *80                        | 84               | -                |     |                                      |                          |              |              |              |              |  |  |        |           |        |        |        |
|  | E2               | Joventut Badalona          | 75                         | *78              | -                |     |                                      |                          |              |              |              |              |  |  |        |           |        |        |        |
|  | E2               | Joventut Badalona          | 75                         | *78              | -                |     | G1                                   | Virtus Segafredo Bologna | *80          | 81           | *100         |              |  |  |        |           |        |        |        |
|  |                  |                            |                            |                  |                  |     | G1                                   | Virtus Segafredo Bologna | *80          | 81           | *100         |              |  |  |        |           |        |        |        |
|  |                  | H1                         | UNICS Kazan                | 76               | *85              | 107 |                                      |                          |              |              |              |              |  |  |        |           |        |        |        |
|  | H1               | H1                         | UNICS Kazan                | 76               | *85              | 107 | UNICS Kazan                          | *94                      | 74           | *82          |              |              |  |  |        |           |        |        |        |
|  | H1               |                            |                            |                  |                  |     | UNICS Kazan                          | *94                      | 74           | *82          |              |              |  |  |        |           |        |        |        |
|  | F2               | Lokomotiv Kouban-Krasnodar | 88                         | *86              | 78               |     |                                      |                          |              |              |              |              |  |  |        |           |        |        |        |

## Récompenses

### Récompenses de la saison

#### Lauréats par phase
- MVP de la saison régulière[4] :  Miloš Teodosić ( Virtus Segafredo Bologna)
- MVP du Top 16[5] :  Vince Hunter ( Virtus Segafredo Bologna)
- MVP des 1/4 de finale[6] :  Mathias Lessort ( AS Monaco)
- MVP des 1/2 finales[7] :  Rob Gray ( AS Monaco)
- MVP des Finales[8] :  Rob Gray ( AS Monaco)

#### Lauréats de la saison
- MVP[9] :  Jamar Smith ( UNICS Kazan)
- Joueur révélation de l'année[10] :  Aleksander Balcerowski ( CB Herbalife Gran Canaria)
- Entraîneur de l'année[11] :  Zvezdan Mitrović ( AS Monaco)
- Premier et deuxième cinq majeurs :

| Meilleur cinq majeur d'Eurocoupe | Meilleur cinq majeur d'Eurocoupe | Position    | Deuxième cinq majeur d'Eurocoupe | Deuxième cinq majeur d'Eurocoupe    |
| Joueur                           | Équipe                           | Position    | Joueur                           | Équipe                              |
| -------------------------------- | -------------------------------- | ----------- | -------------------------------- | ----------------------------------- |
| Miloš Teodosić                   | Virtus Segafredo Bologna         | Meneur      | Mantas Kalnietis                 | Lokomotiv Kouban-Krasnodar          |
| Jamar Smith                      | UNICS Kazan                      | Arrière     | Jaka Blažič                      | KK Cedevita Olimpija Ljubljana      |
| Isaïa Cordinier                  | Nanterre 92                      | Ailier      | Anthony Brown                    | Boulogne-Levallois Metropolitans 92 |
| Mathias Lessort                  | AS Monaco                        | Ailier fort | John Brown                       | UNICS Kazan                         |
| Willie Reed                      | Budućnost VOLI Podgorica         | Pivot       | Vince Hunter                     | Virtus Segafredo Bologna            |

### Trophées hebdomadaires

#### MVPs de la saison régulière
| Journée | Joueur             | Équipe                         | Évaluation |
| ------- | ------------------ | ------------------------------ | ---------- |
| 1       | Troy Caupain (1/1) | Ratiopharm Ulm (1/2)           | 34         |
| 2       | Willie Reed (1/2)  | Budućnost VOLI Podgorica (1/2) | 30         |

En raison des nombreux matchs décalés pour cause de cas de coronavirus dans les effectifs à partir de la 3e journée, les trophées de MVP ne sont plus attribués par journées de championnat, mais par semaine.
| Semaine                 | Joueur                 | Équipe                                    | Évaluation |
| ----------------------- | ---------------------- | ----------------------------------------- | ---------- |
| 12 octobre-18 octobre   | Alan Williams (1/2)    | Lokomotiv Kouban-Krasnodar (1/3)          | 33         |
| 19 octobre-25 octobre   | Gytis Masiulis (1/1)   | Panevėžio Lietkabelis (1/1)               | 38         |
| 26 octobre-1er novembre | Pierre Pelos (1/1)     | JL Bourg-en-Bresse (1/1)                  | 33         |
| 2 novembre-8 novembre   | Alan Williams (2/2)    | Lokomotiv Kouban-Krasnodar (2/3)          | 36         |
| 9 novembre-15 novembre  | Dylan Osetkowski (1/1) | Ratiopharm Ulm (2/2)                      | 41         |
| 16 novembre-22 novembre | Jamal Jones (1/1)      | Bahçeşehir Koleji Istanbul (1/1)          | 38         |
| 6 décembre-13 décembre  | Isaiah Canaan (1/1)    | UNICS Kazan (1/2)                         | 39         |
| 14 décembre-20 décembre | Assem Marei (1/1)      | Boulogne-Levallois Metropolitans 92 (1/1) | 37         |

#### MVPs du Top16
| Semaine               | Joueur                     | Équipe                               | Évaluation |
| --------------------- | -------------------------- | ------------------------------------ | ---------- |
| 11 janvier-17 janvier | Isaiah Whitehead (1/1)     | KK Mornar Bar (1/1)                  | 30         |
| 18 janvier-24 janvier | Luke Maye (1/1)            | Dolomiti Energia Trento (1/1)        | 34         |
| 25 janvier-31 janvier | Jaka Blažič (1/1)          | KK Cedevita Olimpija Ljubljana (1/1) | 41         |
| 1er février-7 février | Alpha Kaba (1/1)           | Nanterre 92 (1/1)                    | 33         |
| 1er mars-7 mars       | Jaime Fernández (1/1)      | Unicaja Málaga (1/1)                 | 33         |
| 8 mars-14 mars        | Mindaugas Kuzminskas (1/1) | Lokomotiv Kouban-Krasnodar (3/3)     | 33         |

#### MVPs des playoffs
| Semaine           | Joueur                | Équipe                         | Évaluation    |
| ----------------- | --------------------- | ------------------------------ | ------------- |
| 22 mars-28 mars   | Willie Reed (2/2)     | Budućnost VOLI Podgorica (2/2) | 35 (2 matchs) |
| 29 mars-4 avril   | Mathias Lessort (1/1) | AS Monaco (1/1)                | 29            |
| 5 avril-11 avril  | Miloš Teodosić (1/1)  | Virtus Segafredo Bologna (1/1) | 34 (2 matchs) |
| 12 avril-18 avril | John Brown (1/1)      | UNICS Kazan (2/2)              | 31            |